# Патриотичен съюз
Патриотичният съюз (на немски: Vaterländische Union) е центристка християндемократическа политическа партия в Лихтенщайн.
Основана през 1936 година, тя е една от двете водещи партии в страната, като нейни представители оглавяват правителството през 1970 – 1974, 1978 – 1993, 1993 – 2001 и от 2009 година. На парламентарните избори през 2013 година партията е втора с 34% от гласовете и 8 от 25 места в Ландтага. От 2025 г. партията има 10 от 25 места.